# Gregorio De Lauro
Gregorio De Lauro (Castrovillari, 14 luglio 1614 – Chiaromonte, ...) è stato uno storico e abate italiano.

## Biografia
Gregorio De Lauro nacque a Castrovillari il 14 luglio 1614 da Giulio De Lauro e dalla nobile Giulia Gaudino di Castelluccio Superiore. Fu battezzato con il nome di Francesco Salvatore. Il suo prozio paterno, Simeone De Lauro aveva fondato il convento di San Domenico e suo nonno, Salerno De Lauro aveva sposato Vincenza della nobile famiglia dei Jannitelli, poi Giannitelli 
Nel 1634 fu ammesso al noviziato presso il monastero di Corazzo  e mutò il nome di Francesco Salvatore in quello di Gregorio. Ricevette nel 1636 il suddiaconato e fu ordinato diacono nel 1637 e presbitero nel 1638. Studiò a Napoli nel collegio dei Gesuiti con padre Onofrio de Mare e quindi a Roma presso il Collegio Romano, sotto la guida dei gesuiti Antonio Casilio, Antonio Pérez, Pietro Sforza Pallavicino e Atanasio Kircher e si laureò nel Collegio Romano della Sapienza nel 1646.
Nel novembre del 1647 Gregorio fu destinato all'abbazia di Santa Maria della Pietà a Cosenza e l'anno seguente fu eletto priore dello stesso monastero, "visitatore minore" della congregazione cistercense calabro-lucana e "padre del governo" della medesima. Il 12 dicembre 1648 fu creato abate del monastero, dove fece costruire una torre e un ponte sul fiume Crati. 
Nel maggio del 1650 fu eletto abate presso l'abbazia di Santa Maria del Sagittario, nel capitolo provinciale celebrato presso l'abbazia di Santa Maria del Soccorso, e si occupò di emendare la condotta ritenuta scandalosa di alcuni monaci e dei dissidi con i certosini di San Nicola in Valle. Fece decorare l'altare della Madonna con statue a mezzo busto, colonne, archi, volte, ornamenti, indorature, pitture e rivestimenti con panni intessuti di fili dorati e veli di seta. Fece erigere una torre e si occupò degli impianti idrici .
Nell'aprile del 1654 partecipò al capitolo provinciale di Calabria e dal capitolo ebbe la carica di "visitatore maggiore" e "padre reggente" della congregazione calabro-lucana e per la seconda volta abate dell'abbazia della Pietà di Cosenza. Nel maggio 1658 fu rieletto  abate dell'abbazia del Sagittario e nello stesso anno costruì una segheria, necessaria all'attività del cenobio. 
Nel 1660 pubblicò a Napoli tre opere: 
- Magni Prophetæ B. Ioannis Ioachim, Sacri Cisterciensis Ordinis, Monasterij Floris, et Florensis ordinis Institutoris Ergasiarum Aletheia Apologetica, sive Mirabilium Veritas Defensa
- Magni Prophetæ B. Ioannis Ioachim Abbatis Sacri Cisterciensis Ordinis, Monasterij Floris, et Florensis ordinis Institutoris, Vaticinium de Apostolicis Viris, sive de Romanis Pontificibus, historica, et symboica explicatio
- Vita B. Ioannis a Caramola, Tolosani, Conversi Sagittariensis Monasterij.

Nel 1661 fu eletto per la terza volta abate del Sagittario nel capitolo provinciale tenutosi al monastero del Soccorso il 6 maggio. Gli araldisti  riportano un'antica famiglia Lauro nobile di Amantea, Tropea e Catanzaro. Il Crollalanza la indica come un ramo collaterale della casata Sanseverino e con questo blasone: "D'oro, all'albero d'alloro sradicato di verde dal quale pende uno scudetto d'azzurro seminato di gigli d'oro con un capriolo di tre pendenti di rosso sul capo". L'abate De Lauro era dotato di vasta cultura e fu in corrispondenza e amicizia con l'abate e confratello Ferdinando Ughelli, a cui diede dettagliate notizie storiche, che egli utilizzò per compilare la sua opera: Italia Sacra.